# Miro Muheim
Miro Max Maria Muheim (ur. 24 marca 1998 w Flüelen) – szwajcarski piłkarz występujący na pozycji obrońcy w niemieckim klubie Hamburger SV oraz w reprezentacji Szwajcarii U-21.

## Kariera klubowa

### Chelsea
1 lipca 2014 dołączył do akademii Chelsea.

### FC Zürich
2 lutego 2017 został wysłany na wypożyczenie do drużyny FC Zürich.

### FC Sankt Gallen
31 stycznia 2018 podpisał kontrakt z klubem FC Sankt Gallen. Zadebiutował 3 lutego 2018 w meczu Swiss Super League przeciwko BSC Young Boys (2:0). W sezonie 2019/20 jego zespół zajął drugie miejsce w tabeli zdobywając wicemistrzostwo Szwajcarii. 24 września 2020 zadebiutował w kwalifikacjach do Ligi Europy w meczu przeciwko AEK Ateny (0:1).

## Kariera reprezentacyjna

### Szwajcaria U-16
W 2014 roku otrzymał powołanie do reprezentacji Szwajcarii U-16. Zadebiutował 8 kwietnia 2014 w meczu towarzyskim przeciwko reprezentacji Słowenii U-16 (2:0). Pierwszą bramkę zdobył 10 kwietnia 2014 w meczu towarzyskim przeciwko reprezentacji Słowenii U-16 (2:1).

### Szwajcaria U-17
W 2015 roku otrzymał powołanie do reprezentacji Szwajcarii U-17. Zadebiutował 14 kwietnia 2015 w meczu towarzyskim przeciwko reprezentacji Holandii U-17 (1:0).

### Szwajcaria U-18
W 2016 roku otrzymał powołanie do reprezentacji Szwajcarii U-18. Zadebiutował 20 kwietnia 2016 w meczu towarzyskim przeciwko reprezentacji Niemiec U-18 (1:1).

### Szwajcaria U-19
W 2016 roku otrzymał powołanie do reprezentacji Szwajcarii U-19. Zadebiutował 30 sierpnia 2016 w meczu towarzyskim przeciwko reprezentacji Słowacji U-19 (0:1), w którym zdobył swoją pierwszą bramkę.

### Szwajcaria U-21
W 2020 roku otrzymał powołanie do reprezentacji Szwajcarii U-21. Zadebiutował 9 października 2020 w meczu eliminacji do Mistrzostw Europy U-21 2021 przeciwko reprezentacji Gruzji U-21 (0:3).

## Statystyki

### Klubowe
(aktualne na dzień 31 sierpnia 2022)
| Klub               | Sezon              | Liga               | Liga  | Liga   | Puchar kraju | Puchar kraju | Europa | Europa | Inne  | Inne   | Suma  | Suma   |
| Klub               | Sezon              | Liga               | Mecze | Bramki | Mecze        | Bramki       | Mecze  | Bramki | Mecze | Bramki | Mecze | Bramki |
| ------------------ | ------------------ | ------------------ | ----- | ------ | ------------ | ------------ | ------ | ------ | ----- | ------ | ----- | ------ |
| FC Sankt Gallen    | 2017/18            | Swiss Super League | 1     | 0      | 0            | 0            | –      | –      | –     | –      | 1     | 0      |
| FC Sankt Gallen    | 2018/19            | Swiss Super League | 1     | 0      | 0            | 0            | –      | –      | –     | –      | 1     | 0      |
| FC Sankt Gallen    | 2019/20            | Swiss Super League | 33    | 0      | 2            | 0            | –      | –      | –     | –      | 35    | 0      |
| FC Sankt Gallen    | 2020/21            | Swiss Super League | 13    | 0      | 0            | 0            | 1      | 0      | –     | –      | 14    | 0      |
| FC Sankt Gallen    | Ogólnie            | Ogólnie            | 48    | 0      | 2            | 0            | 1      | 0      | 0     | 0      | 51    | 0      |
| HSV (wyp.)         | 2021/22            | 2. Bundesliga      | 21    | 1      | 4            | 0            | –      | –      | 2     | 0      | 27    | 1      |
| HSV                | 2022/23            | 2. Bundesliga      | 6     | 0      | 1            | 0            | –      | –      | 0     | 0      | 7     | 0      |
| HSV                | Ogólnie            | Ogólnie            | 27    | 1      | 5            | 0            | 0      | 0      | 2     | 0      | 34    | 1      |
| Ogólnie w karierze | Ogólnie w karierze | Ogólnie w karierze | 75    | 1      | 7            | 0            | 1      | 0      | 2     | 0      | 85    | 1      |

### Reprezentacyjne
(aktualne na dzień 4 marca 2021)
| Reprezentacja   | Rok     | Mecze | Bramki |
| --------------- | ------- | ----- | ------ |
| Szwajcaria U-16 |         |       |        |
| 2014            | 2       | 1     |        |
| Ogólnie         | Ogólnie | 2     | 1      |
| Szwajcaria U-17 |         |       |        |
| 2015            | 1       | 0     |        |
| Ogólnie         | Ogólnie | 1     | 0      |
| Szwajcaria U-18 |         |       |        |
| 2016            | 1       | 0     |        |
| Ogólnie         | Ogólnie | 1     | 0      |
| Szwajcaria U-19 |         |       |        |
| 2016            | 6       | 2     |        |
| 2017            | 1       | 0     |        |
| Ogólnie         | Ogólnie | 7     | 2      |
| Szwajcaria U-21 | 2020    | 3     | 0      |
| Szwajcaria U-21 | 2021    | 2     | 0      |
| Ogólnie         | Ogólnie | 5     | 0      |

| Mecze i gole w reprezentacji | Mecze i gole w reprezentacji | Mecze i gole w reprezentacji | Mecze i gole w reprezentacji | Mecze i gole w reprezentacji | Mecze i gole w reprezentacji | Mecze i gole w reprezentacji | Mecze i gole w reprezentacji |
| Szwajcaria U-16              | Szwajcaria U-16              | Szwajcaria U-16              | Szwajcaria U-16              | Szwajcaria U-16              | Szwajcaria U-16              | Szwajcaria U-16              | Szwajcaria U-16              |
| Lp.                          | Data                         | Miejsce                      | Gospodarz                    | Gość                         | Wynik                        | Gol                          | Rozgrywki                    |
| ---------------------------- | ---------------------------- | ---------------------------- | ---------------------------- | ---------------------------- | ---------------------------- | ---------------------------- | ---------------------------- |
| 1.                           | 08.04.2014                   |                              | Słowenia U-16                | Szwajcaria U-16              | 2:0                          |                              | Mecz towarzyski              |
| 2.                           | 10.04.2014                   |                              | Słowenia U-16                | Szwajcaria U-16              | 2:1                          | Gol                          | Mecz towarzyski              |
| Szwajcaria U-17              |                              |                              |                              |                              |                              |                              |                              |
| Lp.                          | Data                         | Miejsce                      | Gospodarz                    | Gość                         | Wynik                        | Gol                          | Rozgrywki                    |
| 1.                           | 14.04.2015                   | Wezep                        | Holandia U-17                | Szwajcaria U-17              | 1:0                          |                              | Mecz towarzyski              |
| Szwajcaria U-18              |                              |                              |                              |                              |                              |                              |                              |
| Lp.                          | Data                         | Miejsce                      | Gospodarz                    | Gość                         | Wynik                        | Gol                          | Rozgrywki                    |
| 1.                           | 20.04.2016                   | Grenchen                     | Szwajcaria U-18              | Niemcy U-18                  | 1:1                          |                              | Mecz towarzyski              |
| Szwajcaria U-19              |                              |                              |                              |                              |                              |                              |                              |
| Lp.                          | Data                         | Miejsce                      | Gospodarz                    | Gość                         | Wynik                        | Gol                          | Rozgrywki                    |
| 1.                           | 30.08.2016                   | Poprad                       | Słowacja U-19                | Szwajcaria U-19              | 0:1                          | Gol                          | Mecz towarzyski              |
| 2.                           | 01.09.2016                   | Poprad                       | Słowacja U-19                | Szwajcaria U-19              | 1:3                          |                              | Mecz towarzyski              |
| 3.                           | 04.10.2016                   | Biel/Bienne                  | Szwajcaria U-19              | Dania U-19                   | 1:3                          |                              | Mecz towarzyski              |
| 4.                           | 06.10.2016                   | Biel/Bienne                  | Szwajcaria U-19              | Dania U-19                   | 0:4                          |                              | Mecz towarzyski              |
| 5.                           | 10.11.2016                   | Erywań                       | Szwajcaria U-19              | Armenia U-19                 | 4:0                          | Gol                          | el. ME U-19 2017             |
| 6.                           | 12.11.2016                   | Erywań                       | Szwajcaria U-19              | Węgry U-19                   | 1:2                          |                              | el. ME U-19 2017             |
| 7.                           | 07.06.2017                   | Rapperswil-Jona              | Szwajcaria U-19              | Liechtenstein U-19           | 4:0                          |                              | Mecz towarzyski              |
| Szwajcaria U-21              |                              |                              |                              |                              |                              |                              |                              |
| Lp.                          | Data                         | Miejsce                      | Gospodarz                    | Gość                         | Wynik                        | Gol                          | Rozgrywki                    |
| 1.                           | 09.10.2020                   | Gori                         | Gruzja U-21                  | Szwajcaria U-21              | 0:3                          |                              | el. ME U-21 2021             |
| 2.                           | 12.11.2020                   | Thun                         | Szwajcaria U-21              | Azerbejdżan U-21             | 2:1                          |                              | el. ME U-21 2021             |
| 3.                           | 16.11.2020                   | Caen                         | Francja U-21                 | Szwajcaria U-21              | 3:1                          |                              | el. ME U-21 2021             |
| 4.                           |                              |                              |                              |                              |                              |                              |                              |
| 5.                           |                              |                              |                              |                              |                              |                              |                              |

## Sukcesy

### Chelsea
- Liga Młodzieżowa UEFA (2×): 2014/2015, 2015/2016

### FC Sankt Gallen
- Wicemistrzostwo Szwajcarii (1×): 2019/2020